# Bočkinci
Bočkinci su naselje u Hrvatskoj, regiji Slavoniji u Osječko-baranjskoj županiji i pripadaju općini Marijanci.

## Zemljopisni položaj
Bočkinci se nalaze na 94 metara nadmorske visine u nizini istočnohrvatske ravnice, a pored samog sela protiče rijeka Karašica.  Susjedna naselja: istočno se nalaze Črnkovci, a jugoistočno se nalazi općinsko središte Marijanci i naselje Kunišinci, te južno naselje Čamagajevci. Sjeverno se nalaze Podgajci Podravski i Sveti Đurađ naselja u sastavu grada Donjeg Miholjca. Pripadajući poštanski broj je 31552 Podgajci Podravski, telefonski pozivni 031 i registarska pločica vozila NA (Našice). Površina katastarske jedinice naselja Bočkinci je 5,13 km·102.

## Stanovništvo
| broj stanovnika | 194   | 191   | 166   | 200   | 241   | 252   | 220   | 247   | 247   | 258   | 250   | 258   | 220   | 220   | 204   | 173   | 173   |
|                 | 1857. | 1869. | 1880. | 1890. | 1900. | 1910. | 1921. | 1931. | 1948. | 1953. | 1961. | 1971. | 1981. | 1991. | 2001. | 2011. | 2021. |

## Crkva
U selu se nalazi rimokatolička crkva Sv. Augustina koja pripada katoličkoj župi Sv. Martina biskupa u Podgajcima Podravskim i donjomiholjačkom dekanatu Đakovačko-osječke nadbiskupije. Crkveni god (proštenje) ili kirvaj slavi se 28. kolovoza. 

## Šport
Nogometni klub Bočkinci natječe se u sklopu 3. ŽNL Liga NS D. Miholjac. Klub je osnovan 1957.

## Ostalo
U selu djeluje Dobrovoljno vatrogasno društvo Bočkinci.  

## Vanjska poveznica
- http://www.marijanci.hr/